# Thiếc(II) bromide
Thiếc(II) bromide là một hợp chất hóa học của thiếc và brom với công thức hóa học là SnBr2. Trong trường hợp này, thiếc ở trạng thái oxy hóa +2. Sự ổn định của các hợp chất thiếc trong trạng thái oxy hóa này là do hiệu ứng cặp trơ.

## Cấu trúc và liên kết
Trong pha khí, SnBr2 không tuyến tính với cấu hình uốn cong tương tự như SnCl2 trong pha khí. Góc Br–Sn–Br là 95° và độ dài liên kết Sn–Br là 255 pm. Cấu trúc trạng thái rắn có liên quan đến SnCl2 và PbCl2 và các nguyên tử thiếc cạnh năm nguyên tử lân cận nguyên tử brom trong một cấu hình dạng tam giác.

## Điều chế
Thiếc(II) bromide có thể được điều chế bởi phản ứng của kim loại thiếc và HBr chưng cất trong hỗn hợp H2O/HBr và làm lạnh:
Sn + 2HBr → SnBr2 + H2↑

## Phản ứng
SnBr2 hòa tan trong các dung môi hữu cơ như axeton, pyridin và DMSO để tạo ra muối phức có cấu trúc hình chóp.. Một số hydrat được biết đến trong hệ SnBr2–H2O gồm các muối ngậm nước theo tỷ lệ muối:nước nhỏ hơn 1, cụ thể là 3:1, 2:1 và 6:5, trong pha rắn có thiếc được phối hợp bởi một lăng kính tam giác bị méo gồm 6 nguyên tử brom. Khi hòa tan trong HBr, ion SnBr3− được hình thành. Giống như SnCl2, nó là một chất khử. Với một loạt các alkyl bromide, việc oxy hóa bổ sung có thể xảy ra để cung cấp phức alkyl thiếc tribromide, ví dụ:
SnBr2 + RBr → RSnBr3

## Hợp chất khác
SnBr2 còn tạo một số hợp chất với NH3, như:
- SnBr2·NH3;
- SnBr2·2NH3;
- SnBr2·3NH3;
- SnBr2·5NH3;
- SnBr2·9NH3.

Chúng đều là bột màu vàng.